# Milan Česnik
Milan Česnik, slovenski borec proti okupaciji, član varnostno-obveščevalne službe OF in narodni heroj, * 1. junij 1920, Ljubljana, † 26. junij 1942, Ljubljana.

## Življenjepis
Česnik je leta 1940 končal šolanje na gimnaziji. Po končani gimnaziji je vpisal študij kemije na ljubljanski univerzi. Kot naprednega člana Sokola so ga to leto sprejeli v Zvezo komunistične mladine Jugoslavije in nato še v KPS. Takoj po okupaciji se je vključil v NOB in kot ilegalec in član varnostno-obveščevalne službe OF 
(VOS OF) od jeseni 1941 deloval v Ljubljani. Junija 1942 je bil izdan; ko je skušal zapustiti mesto, so ga italijanski fašisti ujeli in ustrelili kot talca.

## Odlikovanja
- Red narodnega heroja